# Blauenthal
Blauenthal ist ein Ortsteil der Stadt Eibenstock im Erzgebirgskreis, der sich im 16. Jahrhundert aus einem Eisenhammer entwickelt hat.

## Lage

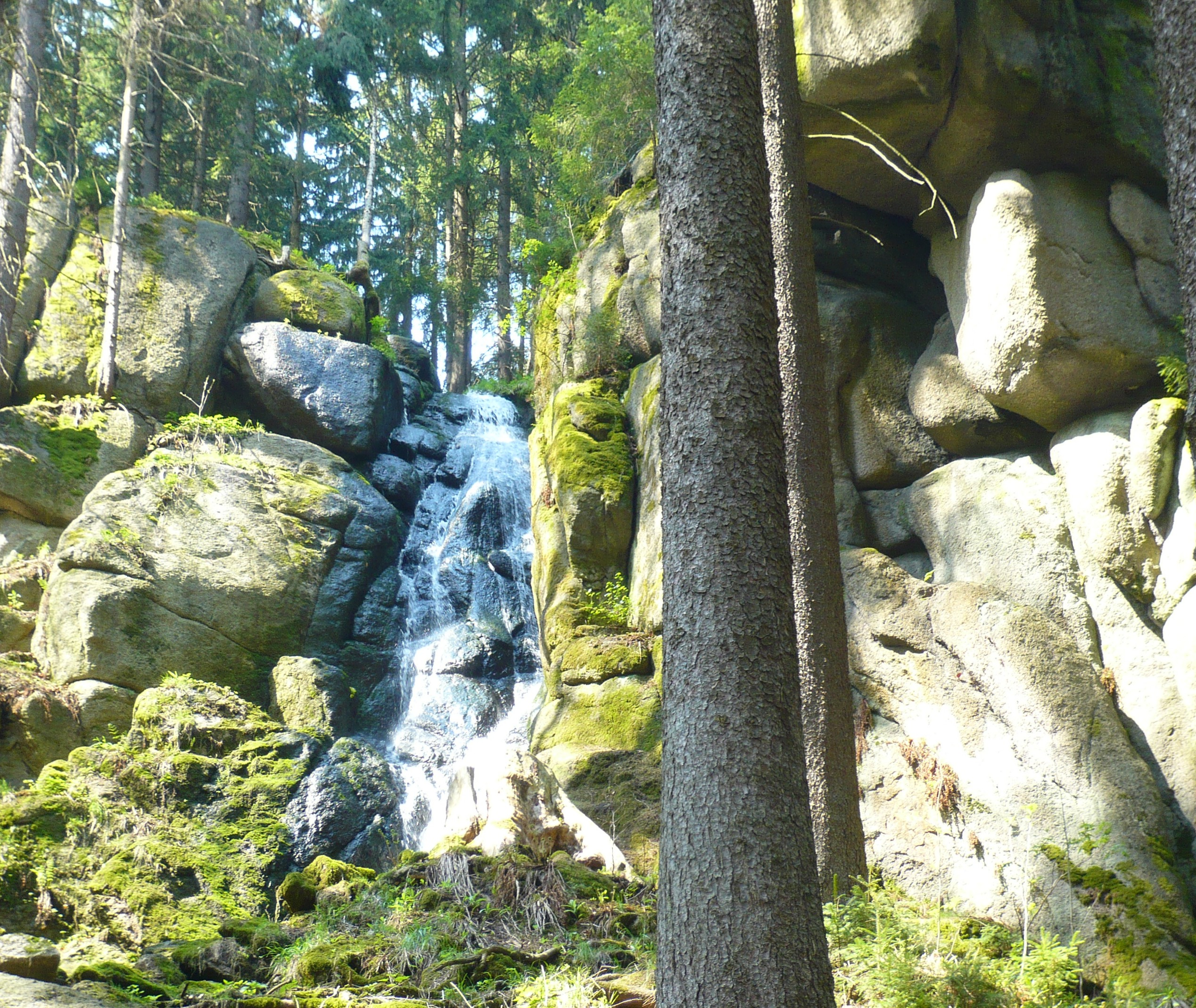
Oberer Abschnitt des Blauenthaler Wasserfalls (April 2011)

Blauenthal liegt im Tal der Zwickauer Mulde östlich der Talsperre Eibenstock unweit der Mündung der Großen Bockau in die Zwickauer Mulde in einer Höhenlage von 470 m ü. NN. Blauenthal liegt nach der Naturraumkarte von Sachsen in der Mesogeochore „Eibenstocker Bergrücken“ und gehört zur Mikrogeochore „Blauenthaler Mulde-Tal“.
Wahrzeichen des Ortes ist der Blauenthaler Wasserfall. Ein Fels in der Nähe trägt die Bezeichnung Teufelsfels. In einer Sage wird über einen Arbeiter berichtet, dort habe er die „gelbe Blume“ gefunden.

## Nachbarorte
| Neidhardtsthal | Burkhardtsgrün                              | Bockau |
| Wolfsgrün      | Kompassrose, die auf Nachbargemeinden zeigt |        |
| Eibenstock     | Wildenthal                                  | Sosa   |

## Geschichte

### Name
Blauenthal erhielt seinen Namen nach dem Gründer des dortigen Hammerwerkes, Andreas Blau. Der Ort wurde schon in einer der ältesten Karte der Länder des Kurfürsten August, die Hiob Magdeburg im Jahr 1566 zeichnete, als Plauenthal bezeichnet.

### Ortsentstehung durch Gewerbeansiedlung

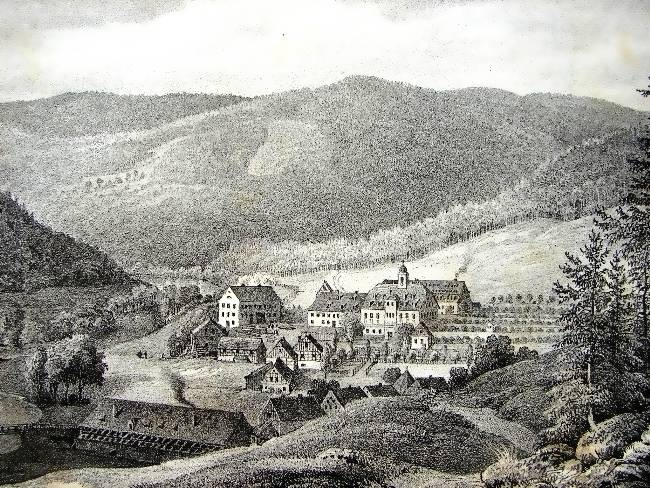
Lithographie (1841)

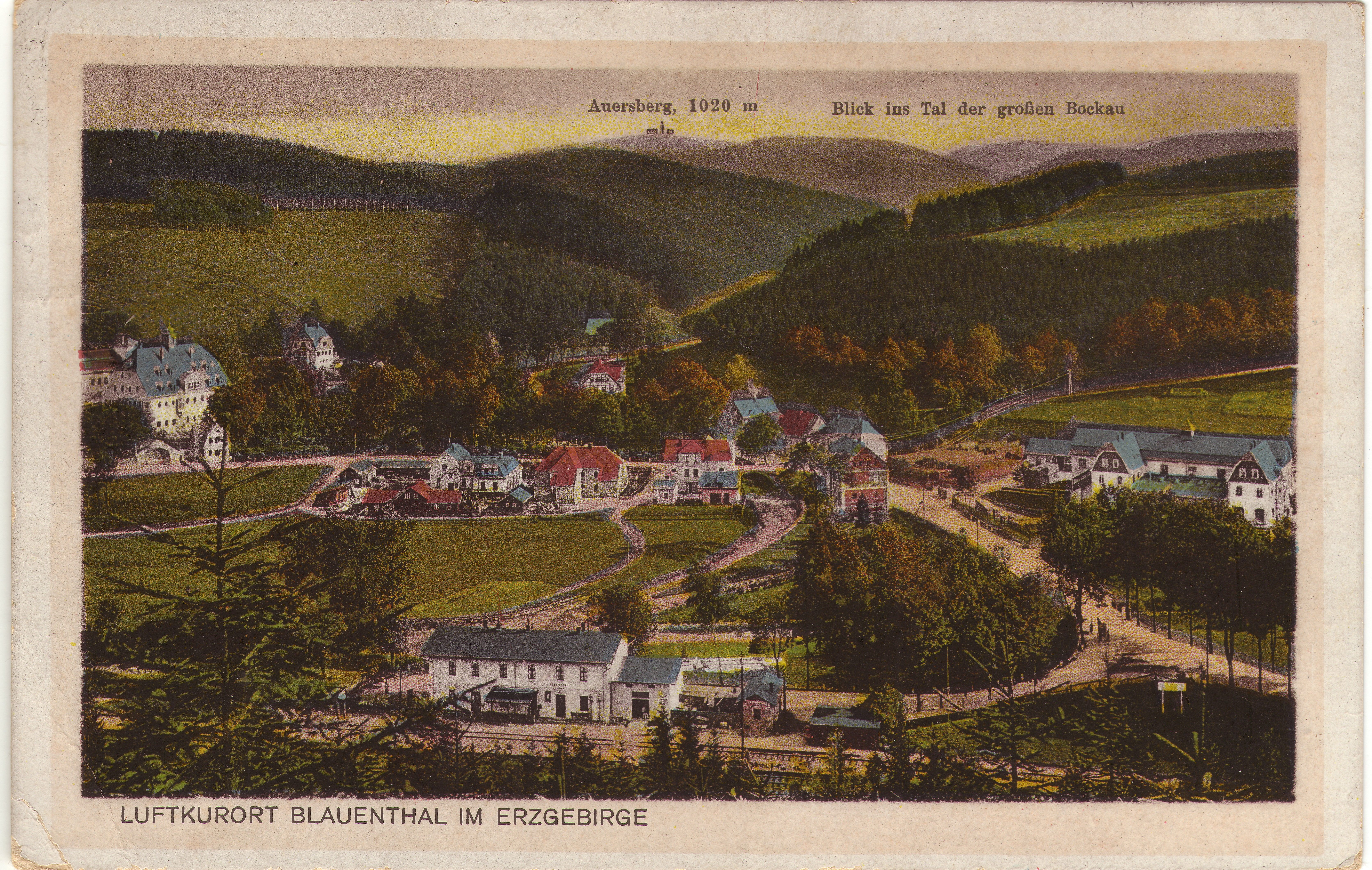
Blauenthal (um 1910)

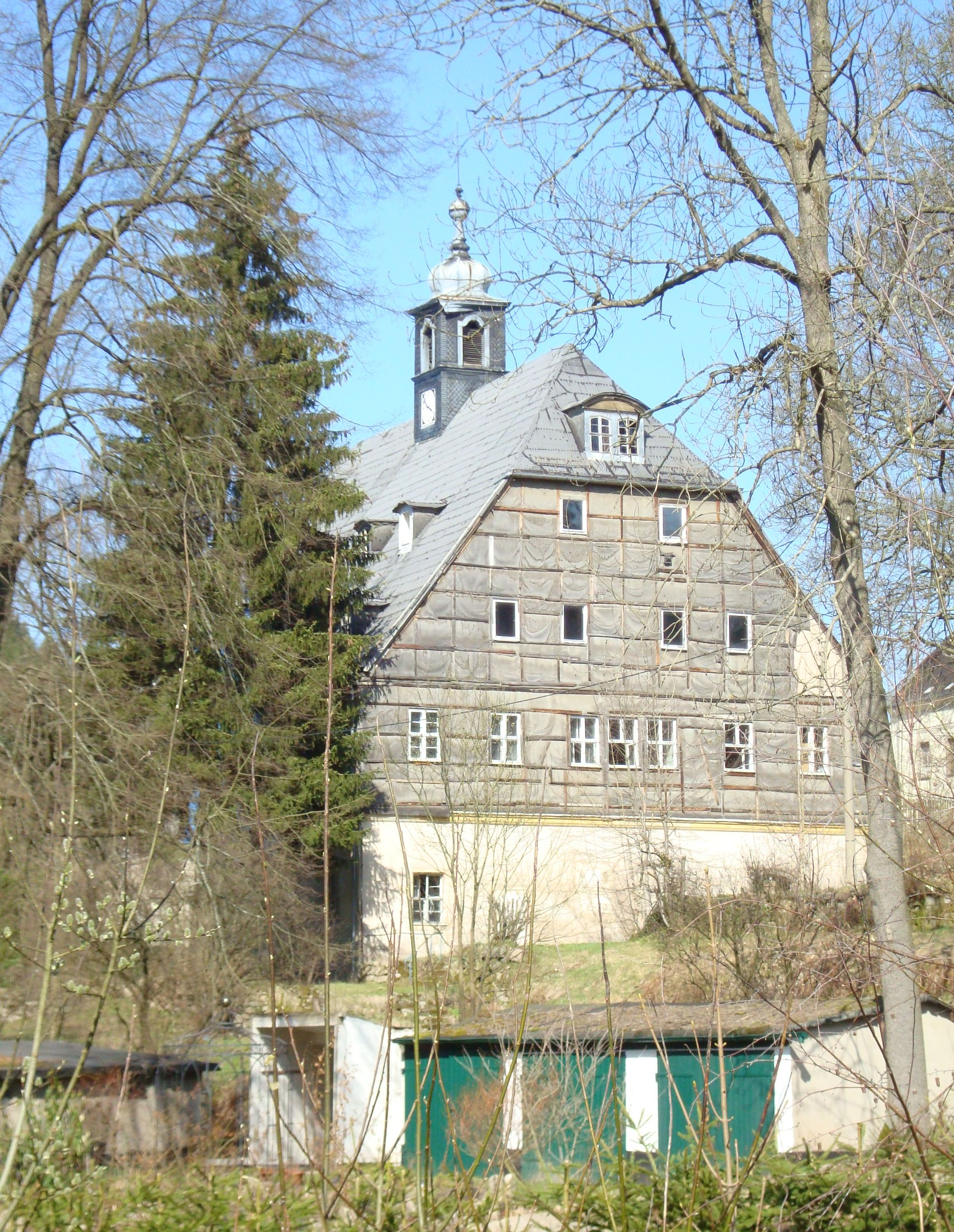
Hammerherrenhaus Blauenthal (April 2010)

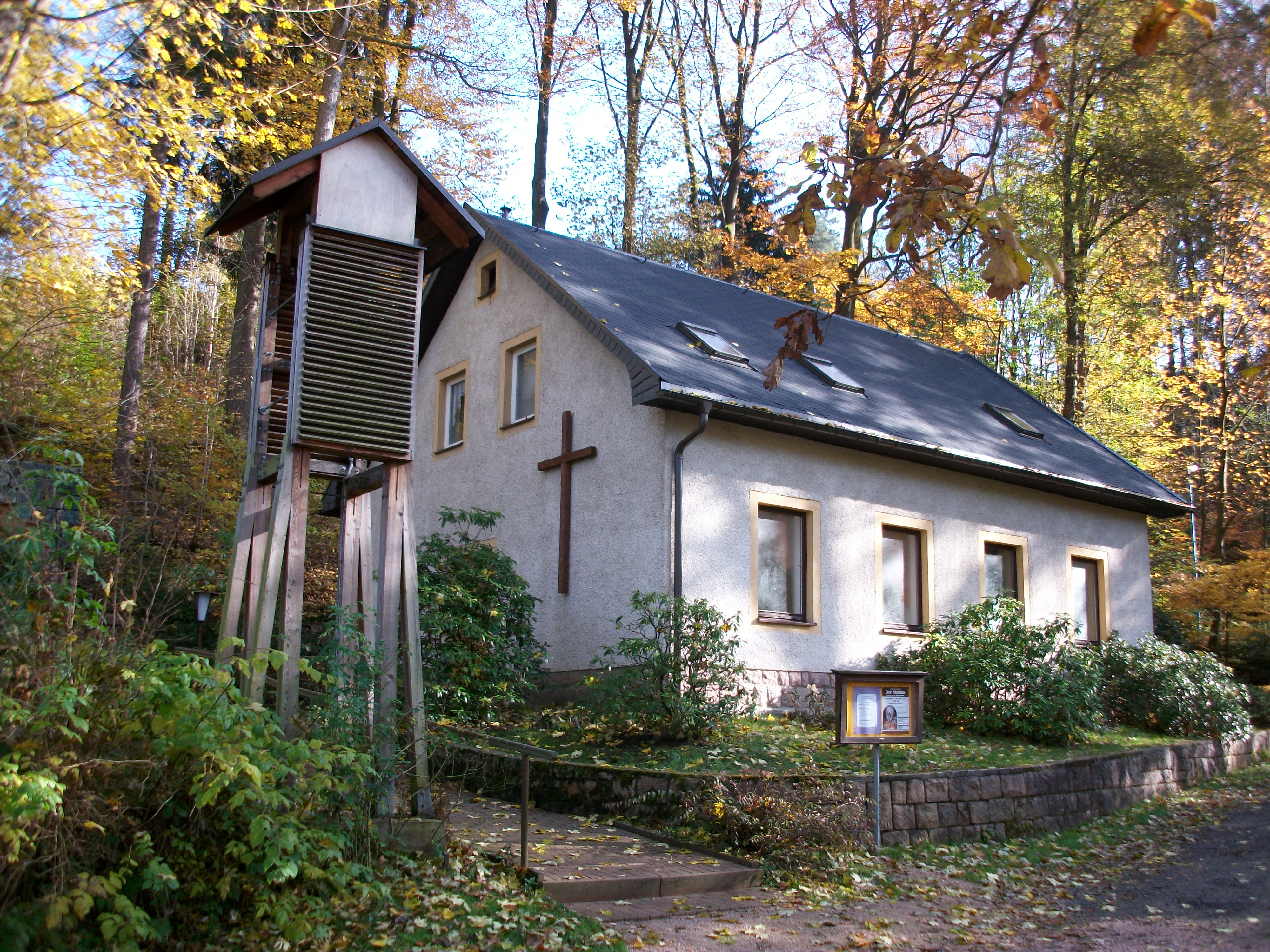
Kirche Blauenthal (2011)

Von mittelalterlichen Siedlungsspuren in unmittelbarer Nähe zeugt ein Ringwall ca. 750 m südlich des Orts.
Blauenthal wurde in Abgrenzung zu Wolfsgrün (Oberblauenthal) früher auch Unterblauenthal genannt. Der Ort ist aus einem Hammerwerk hervorgegangen, das 1536 von Andreas Blau angelegt wurde. In Blauenthal errichtete er den ersten sächsischen Blechhammer und wurde somit zum Begründer der Weißblecherzeugung im Erzgebirge. Zu dem Werk gehörten ein Hochofen, Preß- und Schleifwerk, zwei Frisch- und Stabfeuer, zwei Blechfeuer und eine Zinnhütte. Zu den Besitzern in den folgenden Jahrzehnten gehörten Jeremias Siegel, Heinrich Siegel (bis 1669), dessen acht Kinder (bis 1671), Andreas Siegel (bis 1674) und Friedrich Siegel (bis 1707), der laut Schlussstein mit den Initialen „FS 1677“ das Herrenhaus erneuern ließ. Unter diesem sind 1681 drei Blechfeuer nebst Hohofen auf diesem Hammerwerk erwähnt. Nach Versteigerung 1730 kam Blauenthal in den Besitz von Johann Heinrich Hennig auf Carlsfeld, nachdem es zuvor Friedrich Siegel besaß, der sich durch die Hochwasserschäden zu Johanni 1721 verschuldet hatte. Im Jahr 1832 wird Ludwig Reichel als Besitzer erwähnt, der hier Eisengießerei betrieb.
In dem im Jahr 1841 erschienenen Saxonia. Museum für Sächsische Vaterlandskunde heißt es über Blauenthal:

„ein bedeutendes Hammerwerk, schon um 1500 gegründet und nach einer aus Nürnberg stammenden Familie Blau benannt, jetzt dem Herrn C. L. Reichel zugehörig, hat ein bethürmtes Schloß, 1 Hohofen, 4 Frisch-, Stab- und Blechfeuer, 1 Zinnhütte, 1 Schleif- und 4 Pochwerke, bedeutende Holzung und Viehzucht, 1 Schäferei, gute Brauerei und Brennerei, 1 Mahl- und 1 Schleifmühle, 1 Ziegelei, 1 Gasthaus etc. […] Es zählt über 20 Häuser mit mehr als 300 Einwohnern, welche nach Eibenstock eingepfarrt sind. Es hat aber seine eigene Schule, zu welcher sich auch Wolfsgrün hält, und einen Saal zu einigen kirchlichen Handlungen.“

Von Carl Reichel, Sohn des Ludwig Reichel, wurde das Hüttenwerk 1882 in eine Holzstofffabrik umgerüstet, die in der Folge in den 1890er Jahren von der Fa. Gustav Toelle in Niederschlema und Auerhammer übernommen wurde.
Im Ort befinden sich u. a. das leerstehende Herrenhaus des ehemaligen Hammerwerks, das Parkhotel Forelle und der Blauenthaler Wasserfall, der ursprünglich als Überlauf des Werkgrabens der Holzstofffabrik angelegt worden war.
Neben dem Wasserfall befindet sich im Turmalingranit die 10,6 m lange Blauenthalhöhle, im Sächsischen Höhlenkataster der Höhlenforschergruppe Dresden unter Nr. EG-49 geführt.
1994 wurde Blauenthal mit den Ortsteilen Spitzleithe, Wolfsgrün und Neidhardtsthal nach Eibenstock eingemeindet.

### Kirche
Eine evangelisch-lutherische Kirchgemeinde gibt es in Blauenthal seit 1910. Viele Jahre kamen die Gemeindemitglieder in Wohnungen zusammen. Nach dem Ende des Zweiten Weltkriegs konnten in Eibenstock Teile einer Baracke gekauft werden, in der bis Kriegsende Rüstungsproduktion stattgefunden hatte. Aus diesen Teilen entstand die erste kleine Kirche. 1982 begann der Bau der jetzigen Kirche, die 1983 geweiht wurde.

### Ortslogo
Seit 2012 haben die Eibenstocker Ortsteile Blauenthal, Wolfsgrün und Neidhardtsthal ein gemeinsames Ortslogo. Die Elemente Wasser, Hammerwerke, Wasserkraft und Bergbau spiegeln die historischen und gegenwärtigen Begebenheiten der Orte wider.
Das Logo ist zweigeteilt. Der obere Teil ist in grün gehalten. Drei schwarze Hämmer auf der rechten Seite symbolisieren die Hammerherrenhäuser der drei Ortsteile. Das Wasserrad auf der linken Seite symbolisiert die Wasserkraft, welche z. B. an der Staumauer der Talsperre Eibenstock in Neidhardtsthal heute noch genutzt wird. Das untere blaue Feld ist wellenförmig vom oberen Feld abgetrennt. Dies steht symbolisch für die Zwickauer Mulde, welche durch alle drei Ortsteile fließt. In dem blauen Feld befinden sich Hammer und Schlegel in gekreuzter Form, symbolisch für den Bergbau in der Region.

### Entwicklung der Einwohnerzahl
| Jahr | Einwohnerzahl               |
| ---- | --------------------------- |
| 1551 | 2 besessene Mann, 7 Häusler |
| 1791 | 7 Häusler                   |
| 1834 | 328                         |
| 1871 | 254                         |

| Jahr | Einwohnerzahl |
| ---- | ------------- |
| 1890 | 177           |
| 1910 | 221           |
| 1925 | 241           |
| 1939 | 403           |

| Jahr | Einwohnerzahl |
| ---- | ------------- |
| 1946 | 438           |
| 1950 | 549           |
| 1964 | 433           |
| 1990 | 303           |

## Religionen
Blauenthal besitzt eine kleine Kirche mit einem freistehenden Glockenturm, in dem abwechselnd Gottesdienste der ev.-lutherischen Kirchgemeinde Eibenstock und der Landeskirchlichen Gemeinschaft Blauenthal stattfinden.

## Wirtschaft und Infrastruktur

### Wirtschaft
Im Ortsteil gibt es ein kleines Gewerbegebiet, in dem vor allem erzgebirgisches Kunstgewerbe erzeugt wird: eine Schnitzstube und eine Kunstgusswerkstatt. Zu DDR-Zeiten waren Baufirmen im Ort vertreten, von deren Lagergebäuden noch einige genutzt werden. Auch eine überregional aktive Spedition hat ihren Sitz in Blauenthal. An der Straße in Richtung Aue wird seit Jahrzehnten in einem Steinbruch der Blauenthaler Granit gewonnen.
Im Sommer 2013 bezog die Bockauer Firma Zeeh, Heiztechnik und Behälterbau, im neuen Industriegebiet des Bahnhofsbereichs eine 120 mal 20 Meter große Fertigungshalle sowie das ausgebaute ehemalige Bahnhofsgebäude.

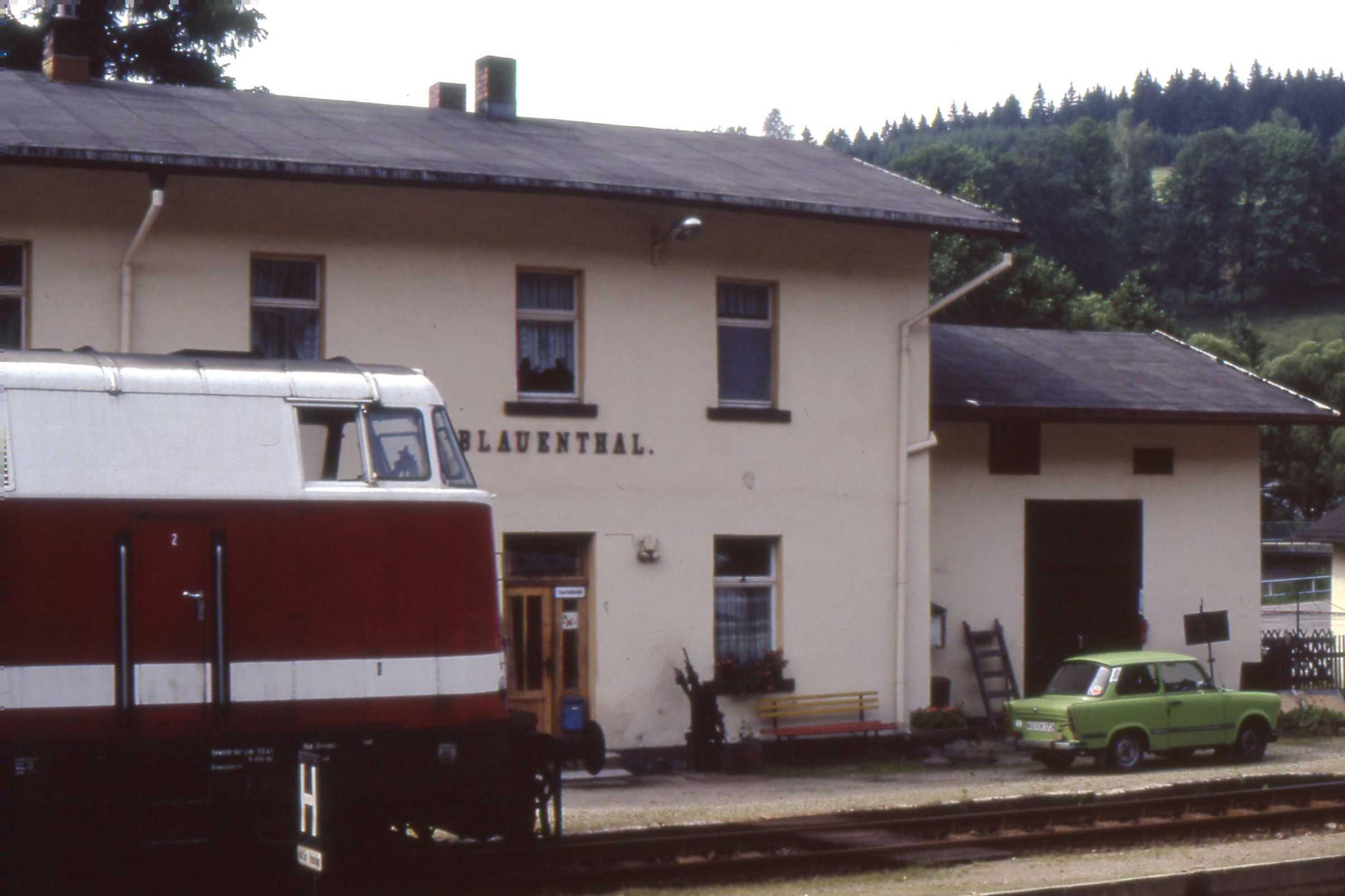
1992: Bahnhof mit Gleisen und Lokomotive der Baureihe 228
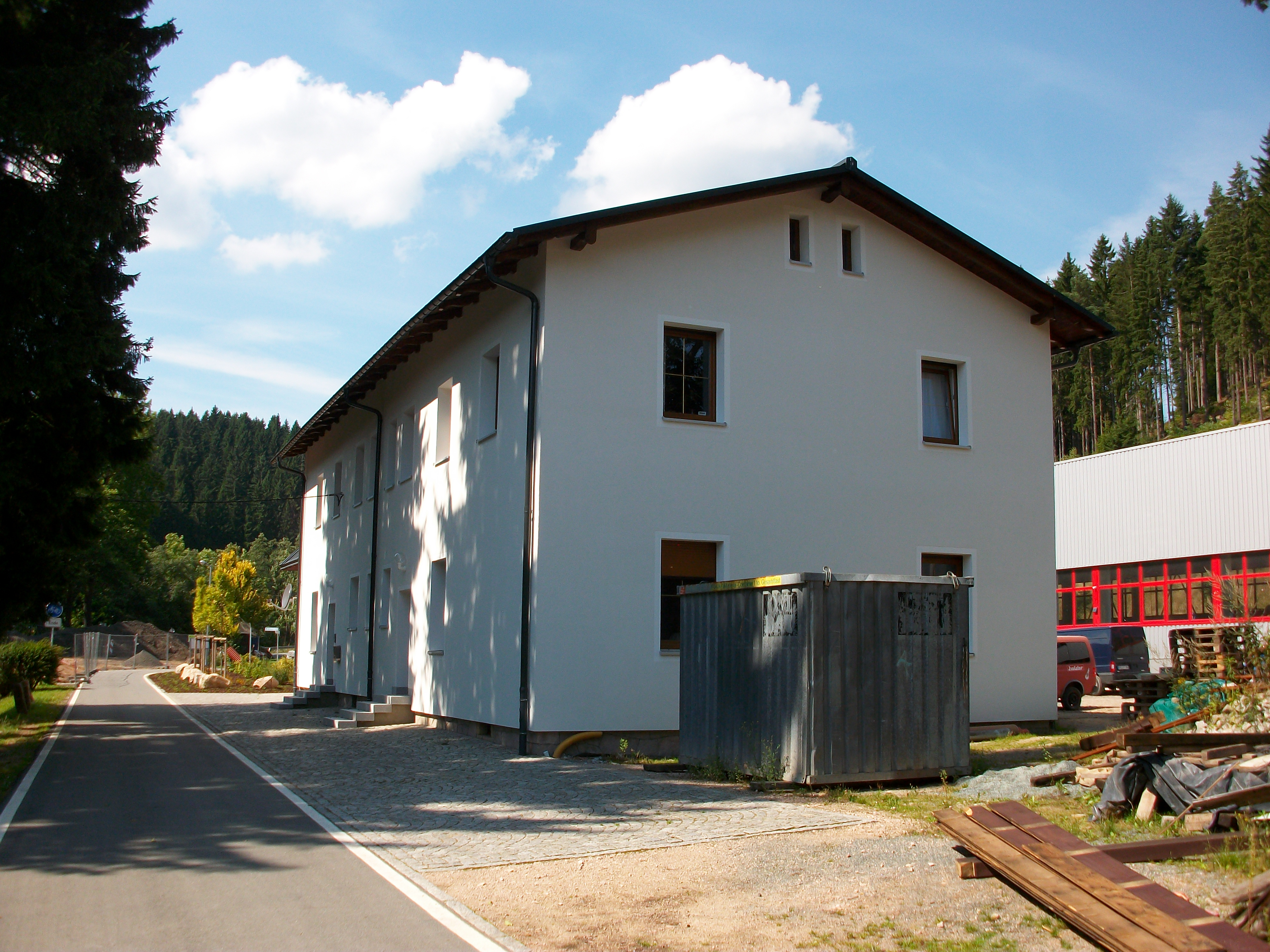
2013: saniertes Empfangsgebäude Muldentalradweg
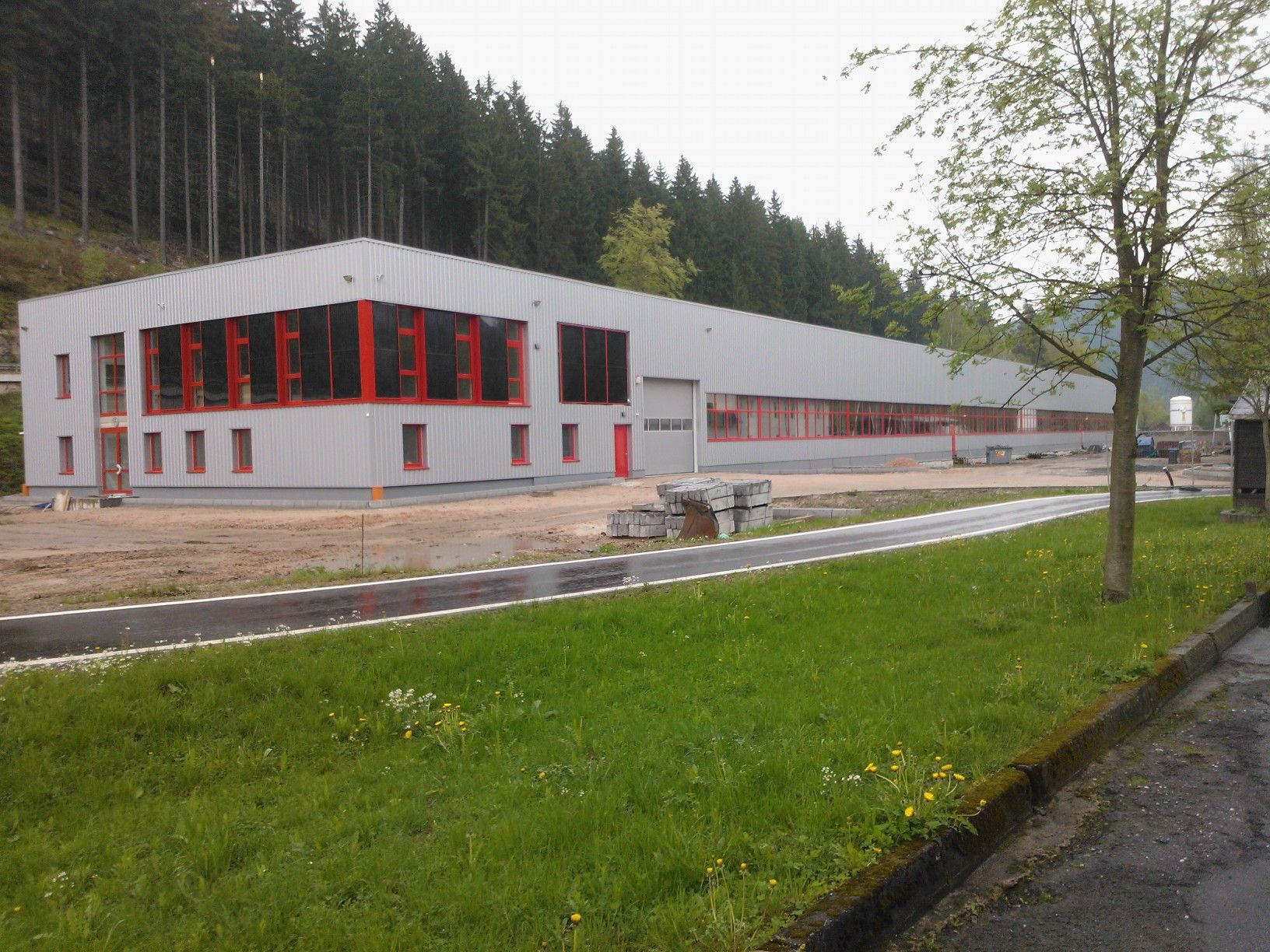
2013: Fabrikneubau auf dem ehemaligen Bahnhofsgelände
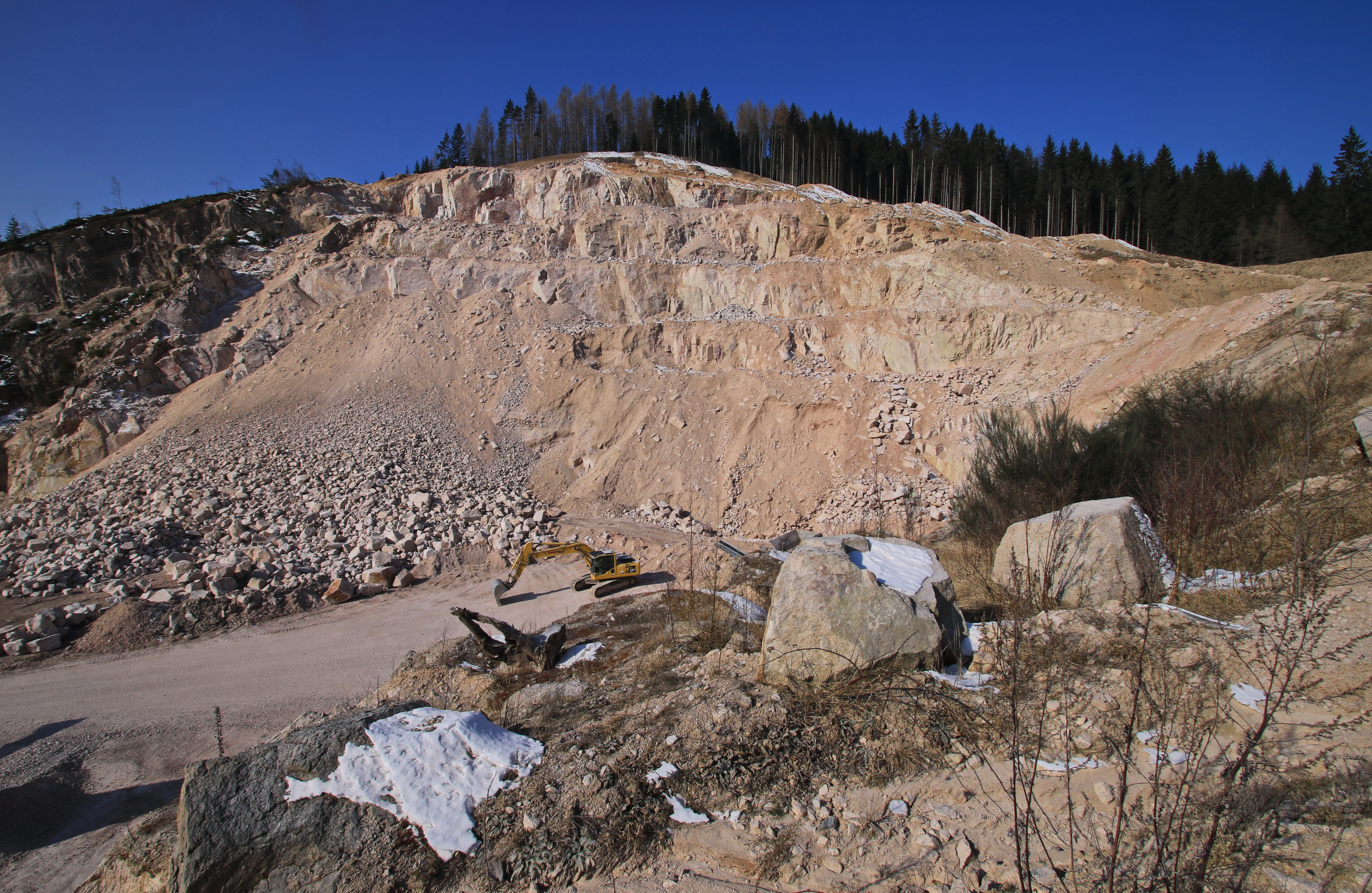
Granitsteinbruch
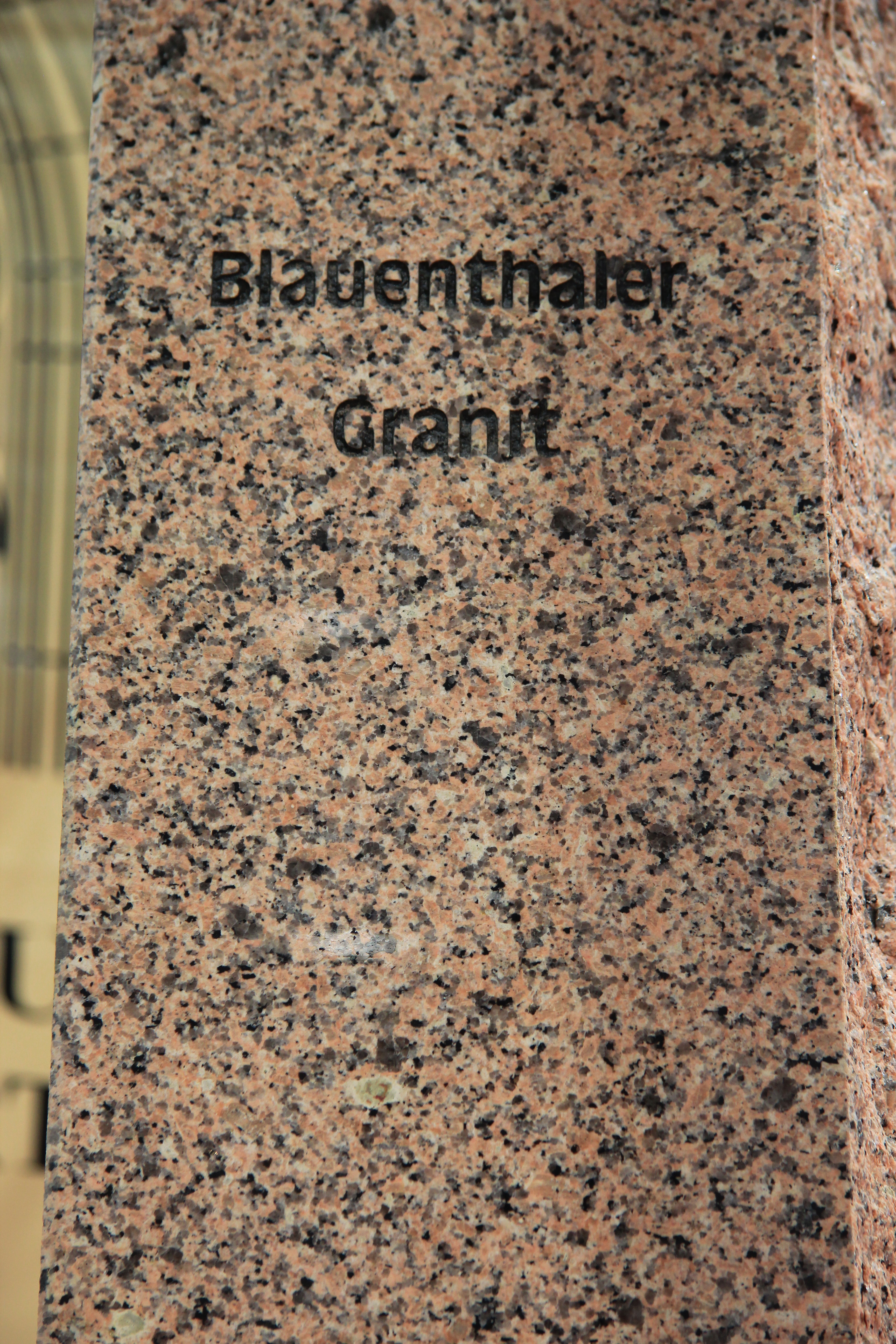
Blauenthaler Granit auf der Leipziger Fachmesse „Denkmal“ (2014)

Zwei Gastwirtschaften boten Wanderern oder anderen Touristen Essen und Unterkunft, das Parkrestaurant und Hotel Forelle, zu DDR-Zeiten ein FDGB-Ferienheim, und das Hotel Zimmersacher, zu DDR-Zeiten genutzt als Ferienheim des volkseigenen Betriebes Karosseriewerke Dresden. Beide gastronomischen Betriebe existieren mittlerweile nicht mehr. 
Die Eibenstocker Verwaltung ließ Wege sanieren und Straßen befestigen. Die Einwohner konnten in den Jahren ab 1990 schrittweise ihre Wohnhäuser sanieren.

### Verkehr

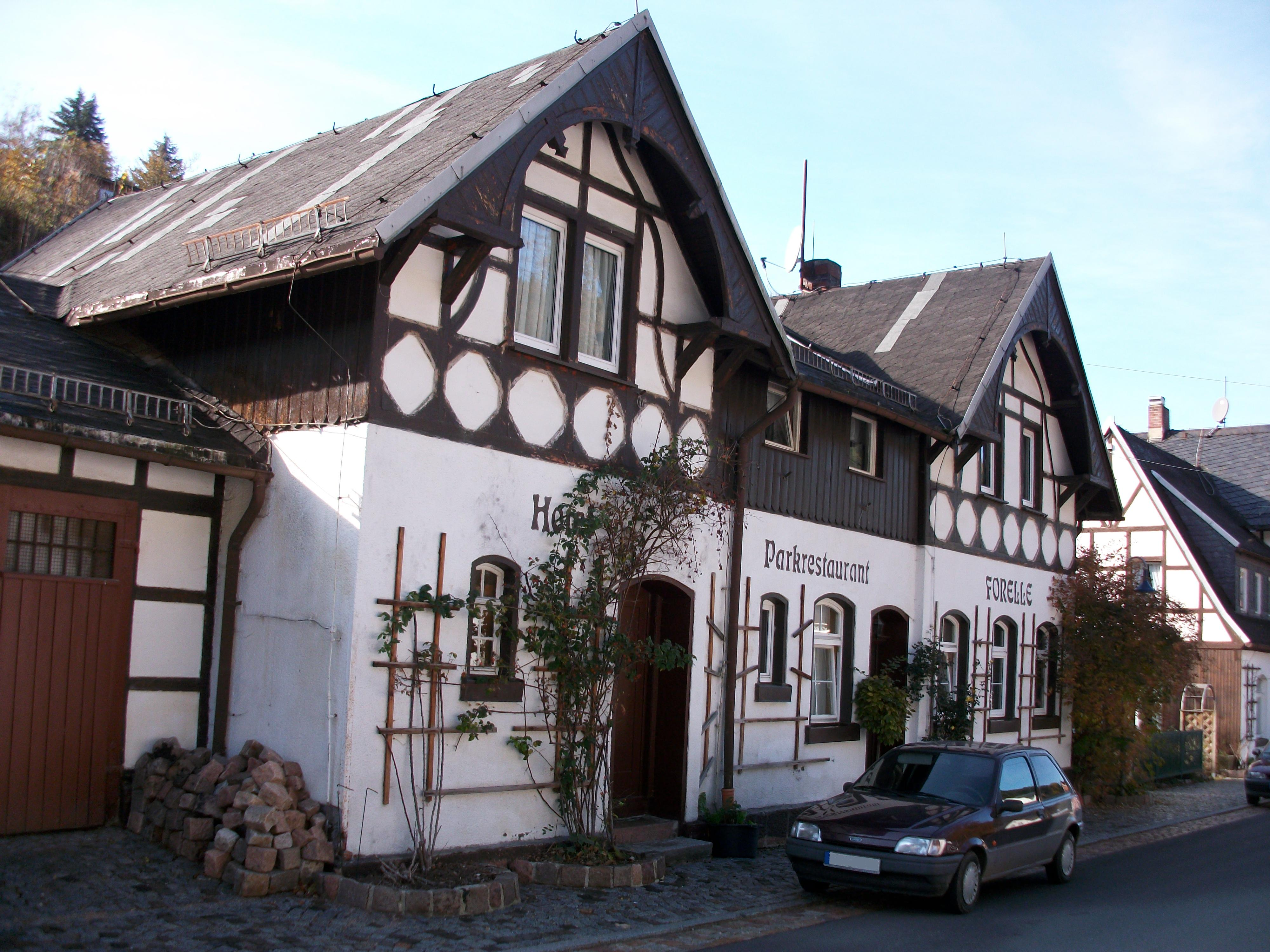
Parkrestaurant Forelle (2011)

Bis zum Bau der Talsperre Eibenstock hatte Blauenthal Eisenbahnanschluss an die Bahnstrecke Chemnitz–Aue–Adorf. Die letzte Fahrt auf dem Streckenabschnitt nach Adorf fand im Oktober 1975 statt, nach Aue fuhren noch bis 1995 Züge.
Die Trasse der stillgelegten Eisenbahn von Aue über Blauenthal nach Wolfsgrün ist asphaltiert und wird seit 2013 als Teil des Muldentalradwanderweges genutzt. Am ehemaligen Bahnhof in Blauenthal entsteht seit 2013 ein Radweg-Kreuzungspunkt. Von hier zweigt die von Aue kommende Karlsroute ab, welche durch das Tal der Großen Bockau über den Erzgebirgskamm weiter ins tschechische Karlsbad führt. Der Muldentalradweg soll bis Schönheiderhammer fortgeführt werden. Von dort plant die Gemeinde Schönheide die Fortsetzung bis Wilzschhaus, die Planung  bis Muldenhammer ist ebenfalls in Arbeit.
Durch die Ortslage führt die Bundesstraße 283 von Adorf nach Aue.